# 约瑟夫·巴彻尔德
约瑟夫·巴彻尔德（英語：Joseph Batchelder，1938年8月24日—），生于马萨诸塞州布鲁克莱恩，美国男子帆船运动员。他曾代表美国参加1964年夏季奥林匹克运动会帆船比赛，获得一枚铜牌。